# Чуварез
Чуварез (баш. Сыбаръяҙ) — деревня в Уфимском районе Республики Башкортостан Российской Федерации. Входит в состав Черкасского сельсовета.

## География

### Географическое положение
Расстояние до:
- районного центра (Уфа): 39 км,
- центра сельсовета (Черкассы): 5 км,
- ближайшей ж/д станции (Черниковка): 25 км.

## Население
| 2002 | 2009 | 2010 |
| ---- | ---- | ---- |
| 212  | ↘205 | ↗216 |

Национальный состав
Согласно переписи 2002 года, преобладающая национальность — русские (84 %).